# Altamira, Huila
Altamira är en kommun i Colombia.   Den ligger i departementet Huila, i den sydvästra delen av landet, 300 km sydväst om huvudstaden Bogotá. Antalet invånare är 3 591.